# 屋外盤用クーラー
屋外盤用クーラー（おくがいばんようクーラー）とは、屋外にある制御盤や精密機器に対し、冷却・防塵・除湿効果をもたらす専用空調のこと。
屋外は高温、多湿、台風や塩害もあり、電子機器には過酷な環境にあるため、盤内温度と外気の温度差による温度上昇や多湿による結露、サビ発生、腐食、イオンマイグレーションなど屋内に比べさまざまなトラブル要因がある。屋外盤用クーラーを用いて制御装置の冷却を行うことは機器の稼働率の低下を防ぐための重要な要素となっている。